# 亚历山大·罗弗斯
亚历山大·罗弗斯（德語：Alexander Roovers，1987年3月17日—），德國男子羽毛球運動員。

## 簡歷
2017年4月，亚历山大·罗弗斯出戰克羅地亞羽毛球國際賽，在準决赛中以0比2 （18-21、18-21）不敌赛会头号种子、克罗埃西亚的兹沃尼米尔·杜尔金雅克。同时，他与Patrick Scheiel在男双赛事中以0比2 （24-26、15-21）惜败于跨国组合 （克罗埃西亚 :伊戈尔·吉姆布尔 / 泰国 ：图万那格森·沙玛差）。同年8月，他出戰懷卡托羽毛球國際賽，在决赛中以0比2 （12-21、16-21）不敌赛会头号种子、荷兰的埃里克·迈斯，赢得了男單亞軍。年尾12月，他出戰愛爾蘭羽毛球公開賽，在决赛中以2比0 （21-19、21-11）击败了爱尔兰的阮日，首次赢得了个人国际赛的男单冠军。

## 主要比賽成績
只列出曾進入準決賽的國際賽事成績：
| 年份   | 賽事                     | 公開賽級別 | 項目     | 拍檔            | 成績   |
| ------ | ------------------------ | ---------- | -------- | --------------- | ------ |
| 2017年 | 克羅地亞羽毛球國際賽     | 未來系列賽 | 男子單打 | －              | 準決賽 |
| 2017年 | 克羅地亞羽毛球國際賽     | 未來系列賽 | 男子雙打 | Patrick Scheiel | 準決賽 |
| 2017年 | 懷卡托羽毛球國際賽       | 國際系列賽 | 男子單打 | －              | 亞軍   |
| 2017年 | 愛爾蘭羽毛球公開賽       | 國際系列賽 | 男子單打 | －              | 冠軍   |
| 2018年 | 歐洲羽毛球男子團體錦標賽 | 其他       | 男子團體 | －              | 季軍   |
| 2018年 | 愛爾蘭羽毛球公開賽       | 國際系列賽 | 男子單打 | －              | 準決賽 |
| 2019年 | 歐洲羽毛球混合團體錦標賽 | 其他       | 混合團體 | －              | 亞軍   |

| 2007-2017年 | 首要超級賽 | 超級賽 | 黃金大獎賽 | 大獎賽 | 國際挑戰賽 | 國際系列賽 | 未來系列賽 | 其他 |

| 2018-2026年 | 總決賽 | 超級1000賽 | 超級750賽 | 超級500賽 | 超級300賽 | 超級100賽 | 國際挑戰賽 | 國際系列賽 | 未來系列賽 | 其他 |